# Орельєн Шеджу
Орельєн Шеджу (фр. Aurélien Chedjou, нар. 20 червня 1985, Дуала) — камерунський футболіст, захисник клубу «Ам'єн».
Насамперед відомий виступами за клуб «Лілль», а також національну збірну Камеруну.
Чемпіон Франції. Володар Кубка Франції. Чемпіон Туреччини. Триразовий володар Кубка Туреччини.

## Клубна кар'єра
Народився 20 червня 1985 року в місті Дуала. Вихованець юнацьких команд футбольних клубів «Каджі Спортс Академі» та «Вільярреал».
У дорослому футболі дебютував 2003 року виступами за команду клубу «По», взявши участь лише у 2 матчах чемпіонату.
Своєю грою за цю команду привернув увагу представників тренерського штабу клубу «Осер», до складу якого приєднався 2004 року. У основному складі команди так і не з'явився на полі.
Протягом 2006 року захищав кольори команди клубу «Руан».
До складу клубу «Лілль» приєднався того ж року. Наразі встиг відіграти за команду з Лілля 151 матч в національному чемпіонаті.

## Виступи за збірну
2009 року дебютував в офіційних матчах у складі національної збірної Камеруну. Наразі провів у формі головної команди країни 47 матчів, забив 1 гол.
У складі збірної був учасником чемпіонату світу 2010 року у ПАР, Кубка африканських націй 2010 року в Анголі.

## Титули і досягнення
- Чемпіон Франції (1):

«Лілль»: 2010-11
- Володар Кубка Франції (1):

«Лілль»: 2010-11
- Чемпіон Туреччини (1):

«Галатасарай»: 2014–15
- Володар Кубка Туреччини (3):

«Галатасарай»: 2013–14, 2014–15, 2015–16
- Володар Суперкубка Туреччини (3):

«Галатасарай»: 2013, 2015, 2016